# تیل‌شید
تیل‌شید (به انگلیسی: Tilshead) یک روستا و محله مدنی در بریتانیا است که در ویلتشر واقع شده‌است. تیل‌شید ۳۵۸ نفر جمعیت دارد.